# Grace Simon
Grace Simon (ur. 5 kwietnia 1953 w Semarang) – indonezyjska piosenkarka i aktorka filmowa.
Okres jej największej popularności przypadł na lata 70. i 80. XX wieku. Często występowała w programie telewizyjnym Aneka Ria Safari na antenie stacji TVRI.
W 1976 r. zajęła pierwsze miejsce na ogólnokrajowym festiwalu piosenki.
Zagrała główną rolę w filmie Lagu Untukmu.